# Луций Порций Катон
Луций Порций Катон (на латински: Lucius Porcius Cato; † 89 пр.н.е.) e политик на късната Римска република.

## Биография
Той е най-малкият син на Марк Порций Катон Салониан и брат на Марк Порций Катон Салониан Млади (народен трибун). Внук е на Марк Порций Катон Стари и чичо на Катон Млади.
През 100 пр.н.е. той е народен трибун, 92 пр.н.е. става претор, 90 пр.н.е. по време на Съюзническата война е пропретор. Той е командир на войска и побеждава етруските.
През 89 пр.н.е. е избран за консул заедно с Гней Помпей Страбон. Той поема недисциплинираните войскови части и напада марсите. След първоначални успехи той напада техния лагер при Лаго Фучино в днешния регион Абруцо, губи битката и е убит.